# Wilfried Herbst
Wilfried Herbst (* 4. April 1935 in Berlin) ist ein ehemaliger deutscher Schauspieler, Kabarettist,  Synchron- und Hörspielsprecher.

## Leben und Werk
Herbst gründete 1960 zusammen mit Dieter Hallervorden das Kabarett Die Wühlmäuse. Ab 1963 war er für fast 20 Jahre Mitglied des Kabaretts Die Stachelschweine. Weiterhin ist er Theaterschauspieler und ab und an auch im Fernsehen zu sehen. In der Fernsehserie Die Camper (RTL) spielte er von der zweiten Folge an bis zum Serienende den Platzwart Adalbert Pröter.
Einem großen Publikum ist Wilfried Herbst als viel beschäftigter Synchronsprecher jedoch vor allem durch seine Stimme vertraut. So war er die Standardstimme von Charles Hawtrey in der Carry-On-Filmreihe und von Morten Grunwald in den Filmen um Die Olsen-Bande in der ZDF-Synchronisation der Deutschen Synchron. Auch Rowan Atkinson hat er verschiedentlich synchronisiert, darunter in Vier Hochzeiten und ein Todesfall sowie in der Serie Inspektor Fowler. Außerdem lieh er seine Stimme Max Grodénchik als dem Ferengi Rom in der Fernsehserie Star Trek: Deep Space Nine.
Auch bei Hörspiel-Produktionen war Herbst mit seinem unverwechselbaren Organ ein gefragter Darsteller. So sprach er den Sekretär Pichler bei den Kinderhörspielen um Benjamin Blümchen und Bibi Blocksberg. Als Bordcomputer Mimo war er in vielen Folgen der Jan-Tenner-Hörspielserie zu hören, genauso als Slimer in The Real Ghostbusters. Außerdem lieh er seine Stimme in den Jahren 1998 bis 2001 Direktor Prickly in der Serie Disneys Große Pause. Im März 2020 ging Herbst in den Ruhestand.
Wilfried Herbst ist der Bruder des verstorbenen Kabarettisten Jo Herbst.

## Filmografie

### Als Schauspieler
- 1962: So toll wie anno dazumal
- 1964: Aktion Brieftaube – Schicksale im geteilten Berlin
- 1965: Man soll den Onkel nicht vergiften
- 1969: Finke & Co. (TV-Serie)
- 1969: Rat mal, wer heut bei uns schläft
- 1971: Glückspilze
- 1971: Hei-Wi-Tip-Top (TV-Serie, Ep. 12.000 im PX-Sieben)
- 1972: Gelobt sei, was hart macht
- 1974: Unter einem Dach (TV-Serie, Ep. Das große Ding)
- 1975: Drei Damen vom Grill
- 1979: Nonstop Nonsens (TV-Serie, Ep. Didi macht das Rennen)
- 1980: Mein Gott, Willi!
- 1983: Ich heirate eine Familie (TV-Serie, Ep. 1+1=5)
- 1984: Turf (TV-Serie)
- 1985: Didi – Der Untermieter (TV-Serie, Ep. Der Tanzwettbewerb und Die Schatzsuche)
- 1985: Löwenzahn (TV-Serie, Ep. Der Unkrautgärtner als Nachbar von Peter Lustig)
- 1985: Durchreise – Die Geschichte einer Firma (Aufzeichnung aus dem Theater am Kurfürstendamm)
- 1986: Detektivbüro Roth (TV-Serie, Ep. Der falsche Neffe)
- 1986: Wenn schon, denn schon (TV-Komödie)
- 1986–1991: Die Wicherts von nebenan (TV-Serie)
- 1987: Ein Heim für Tiere (Fernsehserie, eine Folge)
- 1988: Liebling Kreuzberg, (Serie, Ep. Teilerfolg)
- 1989: Lukas und Sohn (TV-Serie)
- 1989: Tatort: Keine Tricks, Herr Bülow (TV-Reihe)
- 1991: Ein seltsames Paar
- 1994–2003: Hallervordens Spott-Light (TV-Serie)
- 1994: Löwenzahn (TV-Serie, Ep. Peter lebt auf großem Fuß als Schuhverkäufer)
- 1997–2006: Die Camper (TV-Serie)
- 1998: Die Friseuse und der Millionär
- 2001: Zebralla (TV-Serie, Ep. Junge Unternehmer)
- 2003: Der Bulle von Tölz: Berliner Luft

### Als Synchronsprecher

#### Filme
- 1959: Charles Hawtrey in Ist ja irre – Lauter liebenswerte Lehrer als Michael Bean
- 1971: Morten Grunwald in Die Olsen-Bande: Goldgräber am Nordseestrand als Benny Frandsen
- 1980: Garry Goodrow in Die Hollywood Gang als Jack Friedman
- 1981: Riccardo Pizzuti in Eine Faust geht nach Westen Colorado Slim
- 1986: Jules Munshin in Spiel zu dritt als Nat Goldberg
- 1986: Charles Hawtrey in Ist ja irre – Diese strammen Polizisten als Special Constable Timothy Gorse
- 1986: Tim Kazurinsky in Nochmal so wie letzte Nacht als Colin
- 1991: David Paymer in City Slickers – Die Großstadt-Helden als Ira Shalowitz
- 1993: Martin Ferrero in Jurassic Park als Donald Gennaro
- 1995: Wayne Robson in Dolores als Sammy Marchant
- 1997: Hobart Cavanaugh in Kain und Mabel als Milo
- 2006: Timothy Bateson in Hogfather – Schaurige Weihnachten als Dozent für neuere Runen

#### Serien
- 1984: Takeshi Aono in Puschel, das Eichhorn als Herr Spitzohr
- 1992: Patrick Préjean in Es war einmal ... Amerika als Zwerg
- 1994–2000: Max Grodénchik in Star Trek: Deep Space Nine als Rom
- 1995–1997: Tim Curry in Aaahh!!! Monster als Zimbo
- 2008: Saul Rubinek in Psych als Lance

## Hörspiele (Auswahl)
- 1964–1987: Diverse Autoren: Damals war’s – Geschichten aus dem alten Berlin (Geschichten Nr. 4, 17, 19, 20, 21, 23, 24, 27, 30, 32, 33 mit 119 Folgen) – Regie: Ivo Veit u. a. (insgesamt 40 Geschichten in 426 Folgen) (RIAS Berlin)[1]
- 1976: Wolfgang Graetz: Mexikanischer Wilderertopf (Bachmann, Kriminalbeamter) – Regie: Otto Düben (SDR / RIAS Berlin)
- 1981: Jules Verne: Ewiger Frühling, Chaos und Kunst (Vorlage: L'île à Hélice, Die Propellerinsel, Roman) – Regie: Ulrich Herrlitz (SFB / HR)
- 1986–2020: Bibi Blocksberg als Pichler
- 1989: Gabriele M. Göbel: Der Spuk der weißen Taube (William Leigh) – Regie: Uli Herzog (SFB)
- 1999: Gerdt von Bassewitz: Peterchens Mondfahrt (Milchstraßenmann) – Regie: Peter Groeger (Deutschlandradio Berlin, auch auf Kassette bzw. im Jahre 2000 beim Altberliner Verlag)